# Jakub Bart-Ćišinski

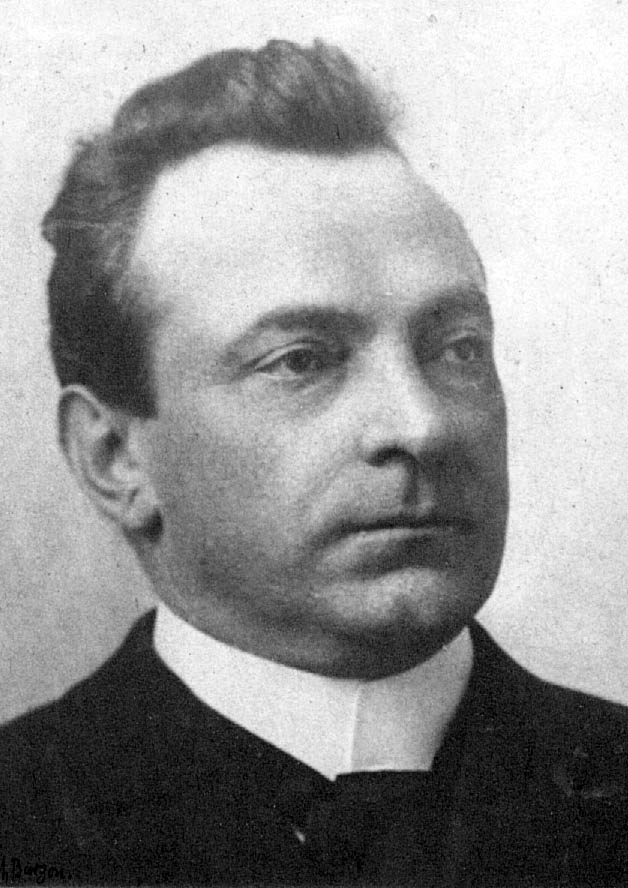
Jakub Bart-Ćišinski

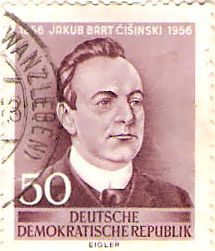
Bart-Ćišinski auf einer DDR-Briefmarke von 1956

Jakub Bart-Ćišinski (ⓘ; amtlich deutsch Jacob Barth; * 20. August 1856 in Kuckau; † 16. Oktober 1909 in Panschwitz) war ein katholischer Priester und einer der bedeutendsten sorbischen Dichter der Vergangenheit.

## Leben
Bart, Sohn eines Kleinbauern, besuchte von 1862 bis 1869 die Klosterschule in Kuckau, anschließend zwei Schuljahre lang das Katholische Gymnasium in Bautzen, sowie ab 1871 das Kleinseitner Gymnasium in Prag. Noch in den letzten Schuljahren, 1875, begründete er mit Arnošt Muka in Crostwitz das sorbische Studententreffen Schadźowanka.
Von 1878 bis 1881 studierte er katholische Theologie in Prag. 1883 wurde er zum Priester geweiht. Daraufhin war er von 1883 bis 1901 als Kaplan in Ralbitz, Radibor, Schirgiswalde, an der Katholischen Hofkirche Dresden sowie in Chemnitz tätig. Nachdem er 1901 zum Pfarradministrator in Radeberg ernannt worden war, endete 1903, durch eine vorzeitige Versetzung in den Ruhestand, mit einer Rückkehr nach Panschwitz sein über 16-jähriger unfreiwilliger Aufenthalt außerhalb des sorbischen Siedlungsgebietes. Er starb 1909, seine Grabstätte befindet sich auf dem Kirchhof der Kirche St. Benno in Ostro.

## Wirken
Orientiert am tschechischen Parnassismus, bei dessen bedeutendem Vertreter Jaroslav Vrchlický er Anerkennung fand, führte er nach der Etablierung der sorbischen Nationalliteratur durch Handrij Zejler (1804–1872) als Erster Elemente sekundärer literarischer Stilformationen ein. Als katholischer Geistlicher stand er beständig in Konflikt mit der kirchlichen Obrigkeit. Ihm war es auch infolge zahlreicher Versetzungen auf Pfarrstellen außerhalb der sorbischsprachigen Oberlausitz lange Jahre nicht vergönnt, als Geistlicher seinem eigenen Volk, den Sorben, zu dienen. Seinen Ruhestand nutzte Jakub Bart-Ćišinski, um die kulturelle sorbische Zeitschrift Łužica zu redigieren.
Bekannt ist Ćišinski (ein Pseudonym, das etwa „der Stille“ bedeutet) vor allem durch seine formvollendeten Sonette. Er schrieb außerdem Balladen, Dramen und einen ersten sorbischen Romanversuch Narodowc a wotrodźenc („Patriot und Renegat“). Eines seiner bekanntesten Werke ist sein in jungen Jahren entstandenes Gedicht Moje serbske wuznaće („Mein sorbisches Bekenntnis“).
Seine Lyrik bewegt sich auf hohem Niveau. Da Bart-Ćišinskis Gedichte jedoch kaum jemals übersetzt wurden, sind sie in Deutschland (und im Ausland) nur wenigen Interessierten zugänglich.

## Ehrungen

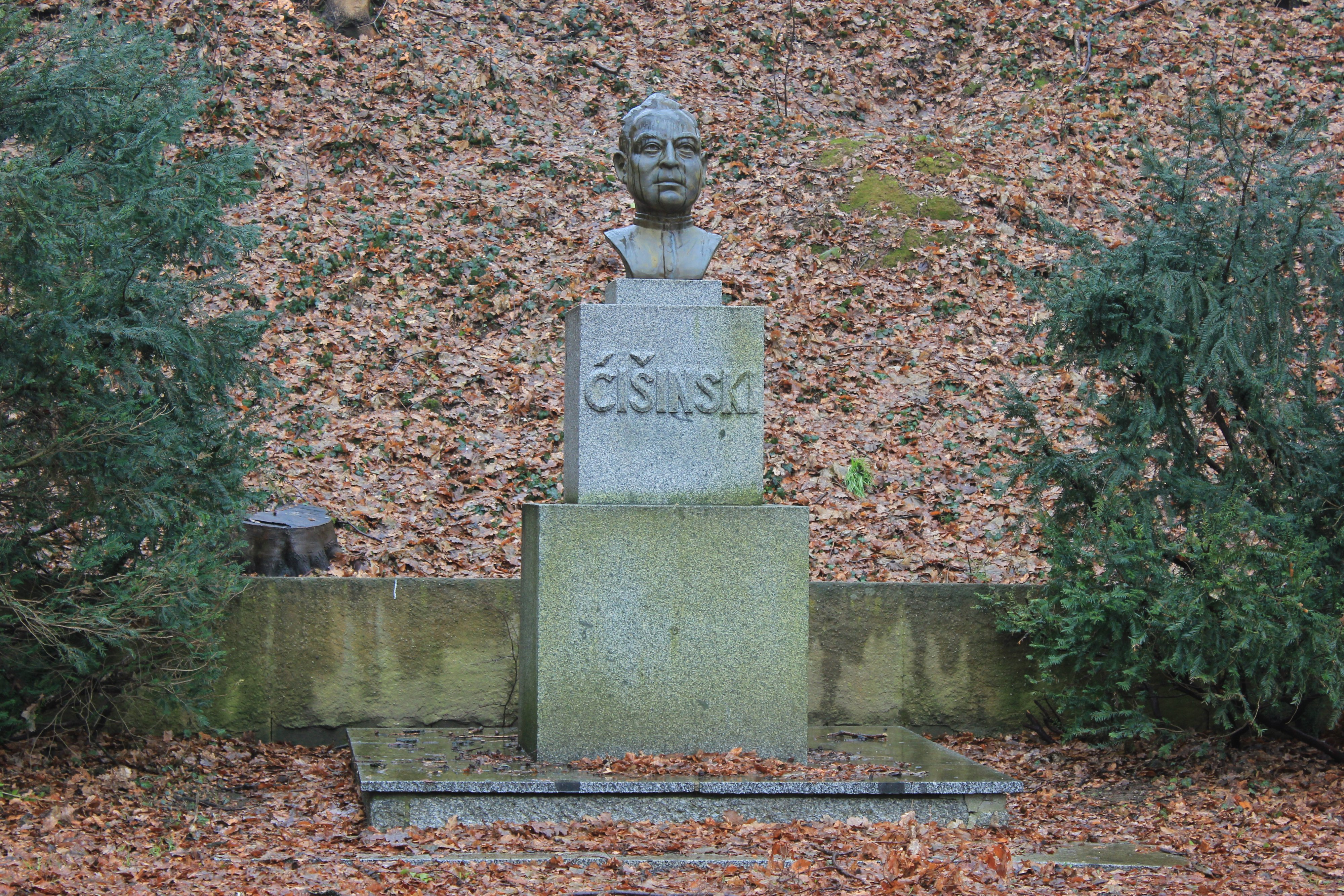
Büste in Panschwitz-Kuckau

In Ćišinskis Heimatgemeinde Panschwitz-Kuckau ist die durch den ganzen Ort führende Hauptstraße sowie die Grundschule nach ihm benannt. Außerdem steht im dortigen Lippepark eine von Konrad Zenda geschaffene Büste des Dichters. Im benachbarten Crostwitz trägt die nach Kuckau führende Straße seinen Namen. Im April 2021 wurde der Ćišinski-Pfad als Themen- bzw. Bildungspfad eröffnet, der mehrere Ortschaften der Gemeinde Panschwitz-Kuckau verbindet und per QR-Code abrufbare Informationen zu Ćišinski in Sorbisch und Deutsch vermittelt.
Zum 100. Geburtstag 1956 erschien eine Briefmarke der Deutschen Post der DDR. Seit 1956 wird der Ćišinski-Preis für herausragende Leistungen auf den Feldern sorbischer Kultur, Literatur und Sprache verliehen.